# Blaszki z Pyrgi

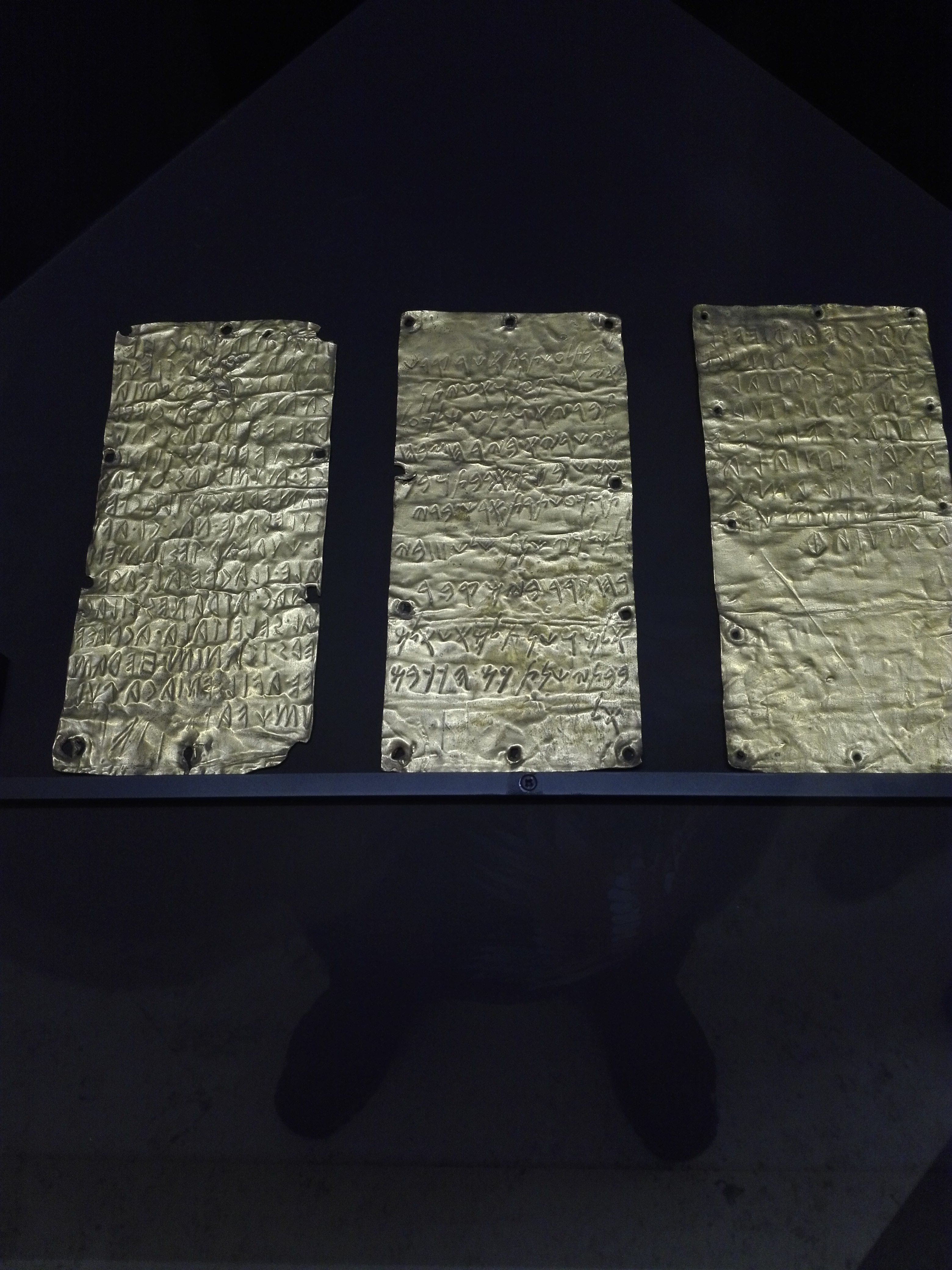
Blaszki z Pyrgi w Narodowym Muzeum Etruskim

Blaszki z Pyrgi (łac. laminae Pyrgienses) – trzy złote tabliczki z inskrypcjami w języku etruskim i punickim, datowane na ok. 500 p.n.e. Odnalezione w 1964 podczas wykopalisk w miejscu starożytnego Pyrgi (obecnie Santa Severa) i Cerveteri, prowadzonych przez zespół etruskologa Massima Pallottina. Przechowywane są w sejfach w Narodowym Muzeum Etruskim; na widok publiczny wystawiono ich kopie.
Dwie blaszki (oznaczone jako A i B) zapisano w języku etruskim, jedną (C) w punickim (w dialekcie śródziemnomorskim lub cypryjskim). Mają wymiary ok. 19 × 9 cm. Z treści wynika, że zawierają dedykację króla Cerveteri – Thefarie Velianas, skierowaną do punickiej bogini Asztaret/Isztar (rzymska Junona). Trzem złotym tabliczkom towarzyszyła jeszcze czwarta (z brązu), ale zachowały się tylko jej fragmenty.
Ich odkrycie było ważnym wydarzeniem w dziedzinie nauki o Etruskach. Są ważnym obiektem archeologicznym dla lingwistyki języków starożytnych ze względu na dwujęzyczność, co umożliwiło postęp w zrozumieniu języka etruskiego. Dłuższy tekst etruski ma 16 wersów i 36 lub 37 słów – jest jednym z najdłuższych znanych tekstów w tym języku. Krótszy – 9 linii, 15 słów. Punicki – 11 linii i 39 słów. Towarzyszące mu tłumaczenie punickie jest jednak bardzo swobodne.